# Trận Kohima
Trận Kohima là bước ngoặt của Nhật Bản tấn công vào Ấn Độ vào năm 1944 trong Chiến tranh thế giới thứ hai. Trận chiến đã được diễn ra từ ngày 4 tháng 4 đến ngày 22 tháng 6 năm 1944 xung quanh thị trấn Kohima ở phía đông bắc Ấn Độ. Nó thường được gọi là "Stalingrad của phương Đông".
Các trận chiến diễn ra trong ba giai đoạn. Giai đoạn 1 bắt đầu từ ngày 3 đến ngày 16 tháng 4, người Nhật đã cố gắng để nắm bắt sườn núi Kohima, một tính năng mà thống trị đường mà bị bao vây quân của Quân đoàn IV tại Imphal  Anh và Ấn Độ đã được cung cấp. Đến giữa tháng Tư, lực lượng nhỏ của Anh ở Kohima thấy nhẹ nhõm, và từ ngày 18 tháng 4, quân tiếp viện của Anh và Ấn Độ tấn công xe của Nhật Bản đã rời khỏi các vị trí họ đã chiếm được. Người Nhật từ bỏ sườn núi vào thời điểm này nhưng vẫn tiếp tục chặn đường Kohima-Imphal. Từ ngày 16 tháng 5 đến ngày 22 tháng Sáu, quân đội Anh và Ấn Độ đuổi theo quân đội Nhật Bản đang rút lui và mở cửa trở lại con đường. Trận đánh kết thúc vào ngày 22 tháng 6 khi quân đội Anh và Ấn Độ từ Kohima và Imphal gặp nhau tại mốc 109, kết thúc cuộc vây hãm Imphal.